# Sthenoteuthis
Sthenoteuthis Verrill, 1880 è un genere di molluschi cefalopodi della famiglia degli Ommastrefidi.

## Tassonomia
Comprende le seguenti specie:
- Sthenoteuthis oualaniensis (Lesson, 1830)
- Sthenoteuthis pteropus (Steenstrup, 1855)